# 李克竣
李克竣（1914年—2002年），生於日治台灣台北市天母，企業家，為歌林公司與台灣三洋創辦人。

## 生平
出身農家，1926年，留學日本大阪，進入無線電子學校，認識山岡發動機工作所社長沖野三郎。學成返台後，於1936年在台北市開設歌蘭德（Grand）電器行，經由沖野三郎的協助，取得日本哥倫比亞及JVC公司生產的唱片、留聲機及電晶體收音機，在台灣販售。在太平洋戰爭爆發後，電器行毀於美軍轟炸行動。
1945年國民政府接收台灣後，李克竣主要從事貿易生意，自上海及日本進口二手電器原料及電器產品出售；其家族也參與相關生意。1946年，李克竣、李克竣大哥李六藝長子李石柱與張川流等人合資成立正和電器行，自行裝配收音機出售。1949年，李石柱與張川流合資成立中央無線電器行，同時建立工廠生產收音機。
1950年8月，中華民國政府與日本國政府簽定中日貿易協議，恢復正常貿易往來。1951年，李克竣在台北市成立三洋電器行，由日本引進三洋電機之電器產品。1955年，李石柱與張川流將工廠獨立為大立電機公司。1958年，李克竣獲得日本哥倫比亞同意，在台灣自行生產收音機。
1960年9月10日，總統令公布《獎勵投資條例》，鼓勵外國投資與加工產品外銷。1962年，三洋電機派員來台灣，邀請李克竣、林新亨與張川流合資，將大立電機改組成立台灣三洋電機，為三洋電機代工。1963年2月，大立電機改組成立台灣三洋電機，由林新亨任首任董事長。
1963年，中華民國經濟部將收音機列為進口管制項目，以鼓勵國內廠商生產；李克竣與日本哥倫比亞合作，與劉昭沛、劉昭仁等人合資成立歌林公司，在台北縣三重市設廠，生產電視機等家電產品。因為三洋電機對李克竣另外成立歌林有意見，為避免利益衝突，李克竣不介入台灣三洋電機的經營，只擔任股東。林新亨後來退出台灣三洋，台灣三洋股權由張川流與李克竣家族分別持有，由張川流負責經營。李克竣獨子李學容與李石柱進入台灣三洋電機，成為張川流董事長的下屬。李克竣與其大哥三子李石原一同經營歌林公司。歌林公司當時推出拉門式黑白電視機，在台灣銷售量第一，讓歌林成為重要的台灣家電廠商。
1976年，日本哥倫比亞被日立製作所併購，轉型生產音響製造廠商，結束與歌林的合作。當時電視機由黑白進步到彩色，歌林原有以真空管生產的技術過於老舊。李克竣透過與日本的客戶，與三菱电机合作，獲得技術支援，開始生產彩色電視機。在三菱電機支援下，歌林公司擴大生產冰箱、冷氣機、洗衣機及除濕機等家電產品。
因為歌林公司推出彩色電視機的時間較晚，在老三台拿不到好的廣告時段，劉昭仁與李石原向李克竣建議自行製作電視節目。1971年，歌林公司投資的中視純歌唱音樂節目《金曲獎》一炮而紅。1972年，歌林成立內部單位「音樂出版部」（早期曾名為「音響出版部」、「唱片出版部」）與唱片公司「華音實業」，以歌林唱片為品牌發行黑膠唱片。歌林唱片旗下有翁倩玉、鳳飛飛、劉文正及高凌風等歌星，在當時極為走紅。
1987年，李克竣獨子李學容由台灣三洋電機回到歌林公司擔任總經理，接手經營歌林；劉昭沛接任歌林董事長。在將事業交由第二代經營後，李克竣退休。

## 家庭
其妻徐緞。